# Окона (Тержольский муниципалитет)
Окона (груз. ოქონა) — село в Грузии, на территории Тержольского муниципалитета края (мхаре) Имеретия.

## География
Село находится в западной части Грузии, на левом берегу реки Дзеврулы, на расстоянии 12 километров к северо-западу от города Тержола, административного центра муниципалитета. Абсолютная высота — 238 метров над уровнем моря.

## Население
По результатам официальной переписи населения 2014 года, в Оконе проживало 743 человека (378 мужчин и 365 женщин). В национальной структуре населения грузины составляли 99,6 %, русские — 0,27 %, алтайцы — 0,13 %.
| Год  | Население, человек |
| ---- | ------------------ |
| 2002 | 545                |
| 2014 | ↗ 743              |